# Paulo IV
Paulo IV o Pablo IV (en latín: Paulus PP IV), de nombre secular Gian Pietro Carafa (Capriglia Irpina, 28 de junio de 1476-Roma, 18 de agosto de 1559) fue el 223.er papa de la Iglesia católica y 131.er soberano de los Estados Pontificios.

## Biografía

### Inicios y ascenso al episcopado
Gian Pietro (o Gianpietro/Giampietro o Giovanni Pietro) Carafa (o Caraffa) nació en Capriglia Irpina (actualmente en la provincia de Avellino) el día 28 de junio de 1476, entre la octava de San Juan y las primeras Vísperas de San Pedro, motivo por el cual le fueron impuestos como nombre propio los de estos santos.
Era hijo de Giovanni Antonio (o Giannantonio) Carafa, de los condes Carafa della Stadera (f. Flandes Occidental, 1516) —de una de las más nobles familias del Reino de Nápoles—, y de su esposa Vittoria Camponeschi, y nieto materno de Pietro Lalle Camponeschi, último conde de Montorio al Vomano, y de su cónyuge portuguesa María de Noronha —una hija de Beatriz de Noronha, y de su esposo Rui Vaz Pereira— de la familia noble de Pereira, Senhores dos Lagares de El-Rei y Senhores de Paiva, Baltar e Cabeceiras de Basto. Sus tíos también fueron importantes cargos eclesiásticos: Alessandro era arzobispo de Nápoles y Oliviero cardenal de la Santa Iglesia.
A los catorce años se puso de acuerdo con su hermana mayor, María, para abandonar totalmente los privilegios y honores de que gozaban por su familia, retirándose ambos a la vida de clausura. El mismo día que su hermana, acompañada de su madre, ingresa en un convento de las dominicas, Giampietro ingresa en el convento de los dominicos, a imitación de santo Tomás de Aquino, tres siglos antes. Pero su padre no lo consintió y, ayudado por un grupo de hombres armados, le sacó del convento. 
Ser miembro de una ilustre e influyente familia napolitana le permitió desarrollar la carrera eclesiástica desde muy joven. Carrera que impulsó su tío, el cardenal Oliviero Carafa (1430-1511), quien le introdujo en la Curia Romana como cameriere pontificio de la corte de Alejandro VI (1500). Ya con el papa Julio II fue nombrado protonotario apostólico (1503). Durante ese tiempo aprovechó para ahondar en los estudios, tanto que era capaz de recitar de memoria libros enteros de los clásicos latinos y griegos.  
En Roma se esforzó también realizando obras de caridad. Junto al genovés Ettore Vernazza fundó el Hospital de Incurables, que más tarde sería agrandado por el cardenal Salviati.

#### Obispado de Chieti
Giampietro fue promovido por su tío, el cardenal Oliviero, para obispo de Chieti en 1505. En 1506 fue nombrado también nuncio de paz ante el Rey Católico en Nápoles, misión que desempeñó con éxito.
Partió luego de Roma hacia su obispado, encontrándolo en gran ruina: sacerdotes que apenas sabían leer el Misal; monjes vagabundos que fuera del claustro se comportaban mundanamente, la mayoría barbudos, desaliñados, armados y prepotentes, que habían olvidado sus obligaciones sagradas, no vivían el celibato y tampoco vivían en comunidad; laicos fanáticos, corruptos y violentos; nobles prepotentes y enfrentados con la Iglesia.
En este ambiente, Carafa logró la obra de la reforma con carácter, firmeza y perseverancia, tanto que no quiso asistir al quinto Concilio Lateranense (1511) para no alejarse de su diócesis y atenderla a distancia por vía epistolar. Tampoco se personó a las sesiones del Concilio que tuvieron lugar en 1512, y solo se acercó a Roma en 1513. Ya en el Concilio fue llamado a formar parte de la comisión para la paz entre los príncipes cristianos y la extirpación de la herejía, en la cual desarrolló una labor enérgica y fecunda, contribuyendo a la reconciliación entre el nuevo papa, León X, y el Rey de Francia, Francisco I.
Entonces, de acuerdo con el papa León X, Carafa fue enviado como legado a latere, en misión de paz, a la Inglaterra de Enrique VIII, quien le recibió amistosamente. Consiguió que se firmara un tratado de paz entre Inglaterra y Francia y, de paso, recogió también el Óbolo de San Pedro. Permaneció allí hasta 1515.
En 1515 Carafa fue nombrado nuncio apostólico en España, en donde se le acogió con honores pero también encontró ciertas dificultades en su labor. Fue nominado por Carlos V a la sede arzobispal de Bríndisi en 1518, que Carafa aceptó a condición de ejercer los dos cargos, nuncio y obispo de sede, solo 6 meses. El papa haría, sin embargo, que pasado el semestre continuara con los dos trabajos.
En 1519 se dirigió a Nápoles, donde fundó, junto con el genovés Ettore Vernazza (h. 1470-1524), la Compagnia di carità dei Bianchi.
Después retornó a Roma, en donde fue acogido por el Pontífice con afecto. Trabajó con otros teólogos en la condena a Lutero. De hecho, publicaría en 1520 el tratado De Justificatione, una vez difundida la bula condenatoria.

#### Renuncia y vocación
A la muerte de León X, el nuevo papa Adriano VI llamó al obispo Carafa a Roma, para trabajar en la reforma de la Iglesia. Al breve papado de Adriano le sucedió el papado de Clemente VII, en el que el Obispo de Chieti tuvo el mismo encargo reformador. Pronto se daría cuenta de que, por el carácter tímido y perplejo de Clemente, poco podría hacerse para llevar a cabo la reforma. Carafa valora entonces renunciar a sus diócesis y retirarse del mundo con idea de convertirse en camaldulense.
Carafa conoció a monseñor Cayetano de Thiene, un protonotario noble admirado en la urbe romana por su virtud y su celo, al punto de ser apodado «cazador de almas», con quien participó en el Oratorio del Amor Divino. Cayetano planeaba hacía tiempo la fundación de una asociación sacerdotal que se preocupara por la gloria divina y por la salud de las almas. Visitó entonces a Cayetano y le expresó su deseo de renunciar a todo, abandonar la corte pontificia y cooperar con él en la creación de esa asociación sacerdotal. A monseñor Thiene le agradó la propuesta, pero no se mostró muy dispuesto. Parece ser que Carafa llegó a arrodillarse ante Cayetano para convencerle.
En 1524, tras no pocas dificultades, el entonces papa Clemente VII le autorizó a renunciar a los privilegios y beneficios eclesiásticos que le otorgaban las dos diócesis. Pudo dedicarse entonces a su fundación, la congregación de Clérigos Regulares, los teatinos, y cuyo objetivo sería el de disponer sacerdotes píos que llevaran a cabo todas las tareas del apostolado: predicar la palabra de Dios; administrar los sacramentos; cuidar la dignidad del culto y la meticulosidad en las ceremonias. Esto es, ayudar a la iglesia dándole santos presbíteros que sirviesen de ejemplo y de ayuda. Los miembros de la congregación serían pronto llamados «teatinos», porque ese es el gentilicio de la ciudad de la cual Carafa era obispo, –Chieti (en latín Teate)–.
Carafa fue el primer prepósito de la nueva Orden, que pronto se extendió a Nápoles. Tras el Saco de Roma, en 1527, la Orden de los teatinos se trasladó a la ciudad de Venecia.

### El cardenalato
Fue Paulo III quien convocó a Giampietro Carafa de Venecia a Roma y finalmente le forzó a permanecer allí para que ayudase en la preparación del Concilio.
En 1536, este papa lo creó cardenal en el consistorio del 22 de diciembre, cuando Carafa tenía ya 60 años de edad, asignándole el título de San Pancracio extramuros. El nombramiento le pilló enfermo, así que Paulo III le envió a su domicilio el birrete cardenalicio. Carafa, en un gesto que manifestaba su desapego a la nueva dignidad, lo colgó de un clavo en la pared.
El cardenal Carafa siguió con su vida austera, retirada y ascética; se mantuvo puro, irreprensible, celoso, laborioso; siguió apoyando tenazmente los derechos de la Iglesia y permaneció también enemigo de todo error doctrinal y de todo vicio; continuó siendo franco y, a veces, hasta áspero en sus palabras.
El papa le encomendó la tarea de participar en una comisión de nueve miembros creada para la reforma de la corte papal, comisión que, en 1537, produjo un importante documento, el Consilium de emendanda Ecclesia (o Dictamen sobre la reforma de la Iglesia, en latín), que no llegó a aplicarse.
En 1537 se le confió de nuevo el gobierno de la diócesis de Chieti, que ya había sido elevada a sede metropolitana.
En 1542, habiendo recibido el encargo de prefecto de la Congregación del Santo Oficio, dedicó sus esfuerzos a reorganizar los tribunales de la Inquisición, que entonces eran dirigidos por cada diócesis en particular, para que ejerciesen sus funciones de manera coordinada.
En 1549, fue nombrado arzobispo de Nápoles, pero delegó el gobierno de su diócesis a obispos auxiliares para atender sus ocupaciones en la Curia Romana, donde se distinguió tanto por su intransigencia contra las ideas protestantes como contra los reformistas del interior de la Iglesia. En este sentido, fue promotor del Índice de libros prohibidos, que sería promulgado el 30 de diciembre de 1558 y publicado al inicio de 1559.
En 1553 Carafa se convirtió en el decano del Colegio Cardenalicio.

### Elección al papado
El 1 de mayo de 1555, tras apenas veintiún días de pontificado, moría en Roma el papa Marcelo II. El 15 de mayo siguiente, los cincuenta y seis cardenales miembros del Colegio Cardenalicio se reunieron nuevamente para elegir al sucesor. En el cónclave, Carafa, de casi 80 años de edad, fue elegido sumo pontífice, escogiendo el nombre de «Paulo IV» (Paulus, en latín y Paolo, en italiano).

## Pontificado

### Papa reformador
Ante el panorama de su tiempo, Carafa pensó sobre todo en llevar a cabo una restauración o una reforma católica.
Su primera medida reformadora fue el nombramiento de cardenales que estuviesen dispuestos a acometer esa obra renovadora. Por aquel entonces muchos de los nombramientos cardenalicios se hacían siguiendo los deseos políticos de los distintos monarcas de la cristiandad. Al retomar una absoluta libertad en este su derecho, creó en diciembre de 1555 a 7 cardenales provenientes del ámbito académico: teólogos y religiosos de vida ejemplar.
Carafa formó también una comisión de cardenales y prelados a los que encomendó extirpar los abusos, el mayor de los cuales era la muy difundida simonía. En efecto, el papa abrogó la vergonzosa acumulación de beneficios que altos prelados acumulaban para aumentar sus ingresos y luchó contra todo tipo de simonía. El 15 de marzo de 1557, en un nuevo consistorio, Carafa creó 10 nuevos cardenales, pero esta vez cediendo a las presiones de los cardenales y de las potencias. La mayoría de estos eran personajes virtuosos destacando el grupo del dominico Michele Ghislieri, futuro papa Pío V (que llegó a santo). En total, el papa Carafa creó 19 cardenales en 4 consistorios.
Al consistorio del 6 de marzo de 1559 convocó a todos los obispos presentes en Roma y les intimó, mediante la lectura de una bula papal, a que en el plazo de un mes regresaran a sus diócesis bajo pena de ser depuestos si desobedecían. Bulas muy similares fueron preparadas para los párrocos y para los monjes que no residiesen en sus parroquias y conventos.
En cuanto a los ministerios, Paulo IV estableció que solamente personas dignas viniesen propuestas para los oficios eclesiásticos. Dando ejemplo primero él. Y prohibió que el clero pudiese celebrar en las iglesias de Roma sin una licencia especial. No faltaba nunca Carafa a las predicaciones que se pronunciaban en el Vaticano; observaba con rigor los ayunos, aunque por su edad y su estado de salud hubiese estado exento de hacerlo; y participaba puntualmente y con piedad en el Oficio Divino. También el papa combatió rigurosamente el espíritu mundano que había entrado en las iglesias, haciendo quitar imágenes escandalosas.
Carafa quiso la reforma de las órdenes religiosas que habían relajado su disciplina. Para lo que se valió principalmente de sus Teatinos. A estos los llevó a Roma y les asignó una iglesia cercana: San Silvestre del Quirinal. El Papa les visitaba allí y en dos ocasiones tuvo el consistorio en su casa. De entre los miembros de los Teatinos, creó cardenal a Bernardino Scotti, mientras que a Paolo Consiglieri –que había sido uno de los cuatro fundadores de la nueva orden– lo hizo maestro de cámara y como consejero escogió a Geremia Isachino, distinguido por ser un religioso muy rígido en la oración y la penitencia.

### Nepotismo
El papa Carafa promovió a sus sobrinos a cargos honoríficos: Carlos Carafa fue hecho cardenal nepote, confiándole el gobierno político del Estado Pontificio. Carlos Carafa había sido paje del cardenal Pompeo Colonna, luego estuvo en el séquito del duque Pedro Luis Farnese, para finalmente dedicarse a tiempo completo al oficio de las armas. Habiendo tomado todo el control político, le trajo al Papa todas las complicaciones políticas y militares posibles. A su otro sobrino, Juan Carafa, el papa le hizo capitán general de la Iglesia y enajenó la ciudad de Paliano de los Estados Pontificios para concedérsela como un ducado vasallo de la Santa Sede, mientras que otros parientes recibieron favores y prebendas, muchas veces sustraídas de quienes apoyaban a los españoles.
De cualquier modo, hacia el final de su pontificado, el papa, habiendo recibido toda la información sobre las injusticias cometidas por sus sobrinos, les avergonzó en público, les quitó sus cargos y rangos y los expulsó de su corte, mientras él mismo se disculpó ante el Sagrado Colegio Cardenalicio.

### La lucha contra la herejía
El papa se propuso combatir la herejía y, sobre todo, impedir su difusión en los diversos territorios de la península italiana. Para alcanzar estos objetivos, el papa Carafa se valió de la inquisición romana y de la censura de libros.
Del mismo modo el papa Carafa preocupado por la difusión de la herejía calvinista (hugonotes) en Francia intentó introducir la Inquisición Romana. Sin embargo se encontró con la sólida resistencia del Parlamento de París.

#### La Inquisición Romana
El pontificado de Paulo IV tuvo una importancia fundamental en el desarrollo de la Inquisición romana, que había sido creada por Paulo III en 1542, como tribunal ordenado al mantenimiento de la pureza de la fe, encargándose de procesar diversos delitos en materia moral. El mismo cardenal Carafa fue comisario general de esa institución. Ya antes de ser elegido papa, Carafa se había distinguido por su lucha contra la herejía protestante, tanto por lo que toca a la política reformadora (véase el documento Consilium de Emendanda Ecclesia, ya citado) como, y sobre todo, por su obra de represión de la difusión de la herejía. Durante los pontificados de Paulo III y Julio III, la fuerte personalidad de Carafa se había impuesto sobre la de los otros cardenales miembros de la Congregación del Santo Oficio, contribuyendo de ese modo a alcanzar una decisiva e importante estructuración de la misma a partir de 1540.
Al suceder en el papado a Marcelo II, Carafa tuvo la oportunidad de tomar personalmente las riendas de la Iglesia para continuar y reforzar su política antiprotestante. Los medios represivos de los que se valió el papa fueron: la cárcel, los testimonios, la confiscación de bienes y la pena de muerte.
Durante este pontificado, la Inquisición trató el asunto de la ordenación de menores de edad, los abusos en la concesión de beneficios, la venta de sacramentos, el incumplimiento del ayuno y la sodomía. Al frente de la Institución, el papa Carafa colocó al cardenal Antonio Michele Ghislieri como Gran Inquisidor.

### Procesos contra cardenales y obispos
Ya desde el periodo en que presidía la Congregación del Santo Oficio, siendo todavía cardenal, Carafa había promovido y, en parte, también encausado procesos por herejía que afectaban a grandes personalidades de la Iglesia. El cardenal Carafa había puesto especial atención en el grupo de los llamados “espirituales”, quienes sostenían tesis muy próximas a las protestantes. En su celo, había llegado a investigar incluso a altos cargos eclesiásticos como el cardenal Giovanni Morone y el obispo Vittore Soranzo. Se habían reunido voluminosos expedientes también sobre algunos cardenales que, por el contrario, no fueron nunca procesados debido a la oposición del papa Julio III quien no consintió que se persiguiera a personajes principales de la Iglesia. Entre estos estaba el inglés Reginald Pole, quien había sido un importante candidato, junto con el propio Carafa, al sillón papal. Pole, último arzobispo católico de Canterbury durante el reinado de María Tudor (1553-1558), estaba ahora interviniendo eficazmente en el retorno de Inglaterra a la comunión con Roma y, sin embargo, no secundaba las inflexibles demandas del papa para que se restituyeran los bienes de la Iglesia que habían sido confiscados por la Corona inglesa anteriormente. El cardenal Pole fue, por eso, llamado a Roma a comparecer ante la Inquisición, pero la reina María Tudor se opuso al requerimiento, impidiendo así que Pole se personase ante el tribunal religioso.
Una vez que Carafa fue elegido papa, nada le impedía llevar adelante su idea de “limpieza” entre las altas personalidades de la Iglesia, para lo cual reemprendió los antiguos procesos e inició otros nuevos. Uno de los obispos que se halló en la obligación de enfrentar un segundo proceso fue el obispo de Bérgamo, Vittore Soranzo, quien ya había sido condenado en una primera ocasión al grado de perder toda jurisdicción en su diócesis, siendo sustituido por un vicario nombrado por el Santo Oficio. Si bien la ausencia de fuentes no dejan claros los caminos de este segundo proceso llevado a cabo entre 1556 y 1557, está probado que el obispo Soranzo, que había sido llamado varias veces a Roma, no pudo presentarse por motivos de salud. Murió el 13 de mayo de 1558, pocos días después de la conclusión del proceso que le había condenado a verse privado de su obispado.
Pero el proceso contra Vittore Soranzo fue el preludio de un proceso mucho más importante, el que recayó sobre el cardenal Giovanni Girolamo Morone, quien durante años había sido una preocupación para Paulo IV, que ahora podía tomar medidas contra él. El cardenal Morone fue arrestado en 1557 y recluido dos años en el castillo Sant'Angelo, donde fue sometido a frecuentes interrogatorios por parte de los cardenales del Santo Oficio, entre quienes se encontraba el cardenal Michele Ghislieri. Aunque Paulo IV había prometido una condena rápida para el cardenal “reformado”, no alcanzó a ver el final del proceso que se prolongó hasta 1560, cuando Pío IV le liberó a instancias del rey Felipe II de España.
Estas personalidades, protagonistas de la corriente “moderada” y “reformada” del catolicismo del siglo XVI, no fueron las únicas en ser procesadas durante el pontificado de Carafa. En efecto, fue una operación mucho más extensa y generalizada. Entre los obispos que fueron investigados se pueden citar: Alberto Duimio, obispo de Veglia; Andrea Centanni, obispo de Limasol, Pietro Antonio Di Capua, arzobispo de Otranto y Egidio Foscarari, obispo de Módena.

##### Medidas contra los judíos
El 14 de julio de 1555, el papa Carafa emitió la bula Cum nimis absurdum, por la cual, junto a una nueva serie de restricciones y limitaciones, se instituía en Roma el gueto. Los judíos se vieron de pronto obligados a vivir recluidos en una zona específica del rione Sant'Angelo, además de verse obligados a vender sus propiedades a un precio inferior, impedidos de tener servidumbre cristiana, de que las mujeres cristianas amamantaran a los bebés judíos e, incluso, de jugar, comer, tratar con familiaridad o conversar con fieles de la cristiandad. También fueron obligados a llevar públicamente señales distintivas en sus vestimentas que permitieran identificarlos fácilmente. Los hombres debían llevar sombreros glaucos, esto es, verde claro, y las mujeres velos o mantones del mismo color.
Paulo IV envió, además, a Ancona dos comisarios extraordinarios, Giovanni Vincenzo Falangonio, jurista napolitano, y Cesare della Nave con órdenes de arrestar y procesar a todos los judíos apóstatas. Éstos —que después recibirían el apelativo de “marranos”— fueron sometidos a proceso por el tribunal de la Inquisición y algunos fueron condenados a ser quemados en la hoguera y otros a galeras de por vida, de remeros. Se cuenta que, después de haber sido torturados, veinticinco marranos fueron ejecutados y quemados en Ancona entre marzo y junio de 1556 por orden de Paulo IV.

#### Medidas de censura literaria
Ya desde el periodo en que era cardenal, Carafa había ideado emprender una guerra de destrucción contra libros perniciosos, considerando esta medida como una de las principales armas con las cuales combatir la corrupción.
En 1557 se compilaron elencos de libros de mala difusión. 
El año siguiente, 1558, la Inquisición elaboró el primer Índice de libros prohibidos (Índice Paulino) cuyo alcance se extendió a toda la cristiandad cuando fue publicado por decreto pontificio el 30 de diciembre y que serviría de base al Index librorum prohibitorum que años más tarde se promulgaría para la Iglesia universal a petición del Concilio de Trento. Se retiraron, además, las licencias para leer los libros del Índice.
Aquel primer índice universal no tuvo, sin embargo, efectos prácticos en los territorios bajo jurisdicción de la Inquisición española, que ya contaba con anterioridad con su propio Índice.
Las prohibiciones establecidas en el Índice estaban divididas en tres clases:
- La primera comprendía una serie de autores cuya producción estaba vetada en su totalidad.
- La segunda comprendía una serie de títulos.
- La tercera todos aquellos volúmenes que no contenían indicaciones tipográficas, a las que no se les había concedido permiso eclesiástico, y todos los libros de astrología y magia.

En total, teniendo en cuenta posibles errores y descuidos, el Índice se componía de títulos de 550 autores, entre los cuales había incluso autores católicos. A consecuencia de la creación de estos elencos, en varias ciudades fueron quemados gran número de libros.

### Enfrentamiento con los españoles
La acerba antipatía de Gian Pietro Caraffa hacia España se explica tanto por razones de índole individual como por elementos objetivos.

#### Antecedentes subjetivos
Gian Pietro Caraffa presenta una oposición connatural a la presencia de los españoles en su Nápoles natal, sentimientos que se reafirmaron durante su estancia en la corte española como nuncio del Papa León X. Pertenecían al Imperio español, en efecto, los territorios septentrionales y meridionales de la península itálica (El Milanesado, Nápoles, Sicilia y otros pequeños enclaves).
Su animadversión hacia todo lo español se encarnaba, para Carafa, en el emperador Carlos V, y después en Felipe II. La opinión del Pontífice sobre el sentimiento católico del Emperador era la peor, porque de hecho, le recordaba el Saco de Roma y el intento alemán de llevar a la práctica una religión mixta. Por todo ello Carafa se opuso tenazmente a la política exterior de ambos monarcas, en su deseo de expulsar a los españoles de la península itálica y acabar con la hegemonía europea de la Casa de Habsburgo.
No obstante lo cual, Paulo IV eligió como confesor a un español, el cardenal Juan Álvarez y Alva de Toledo.

#### Antecedentes políticos
Ya el papa Julio II había acuñado un grito: «fuera los bárbaros»; y había utilizado procedimientos maquiavélicos para enfrentar españoles y franceses. Carafa, no estando en condiciones ni militares ni económicas de enfrentarse mediante la fuerza y la política a los ejércitos españoles, apremió a Francia para que atacase las posesiones españolas en la península itálica, aprovechando que Carlos V había abdicado en su hijo Felipe II. Paulo IV entendía el papel de emperador tal y como había sido concebido en el Medioevo, por lo que un poder conservador no debería abdicar de sus derechos a la ligera.

#### Enfrentamientos militares
Así pues las intrigas papales consiguieron terminar con la paz de Vaucelles que España había acordado con Francia el 5 de febrero de 1556. Enrique II dirigió contra las posesiones hispanas en el sur de Italia un ejército al que se sumaron tropas pontificias al mando de Francisco de Guisa, duque de Guisa. Pero allí les esperaba, prevenido, el virrey de Nápoles, Fernando Álvarez de Toledo, duque de Alba, quien al frente de un nutrido y bien adiestrado ejército español no esperó a que el enemigo llegase hasta él, sino que tomó la iniciativa y marchó hacia Roma. Batió a los franceses en todos sus encuentros ocupando diversas plazas pertenecientes a los Estados Pontificios, entre ellas la misma Anagni, al tiempo que dejaba constancia de que su ocupación era temporal y que las retendría solo hasta que el papa Carafa fuese depuesto y sustituido.
En abril de 1557 obtuvo un resonado triunfo en Civitella del Tronto donde el ejército franco-papal quedó seriamente desgastado. Su mermada fuerza se desmoronó finalmente cuando el 10 de agosto de ese año las tropas de Felipe II infligieron a las francesas el rotundo descalabro de San Quintín y el duque de Guisa fue llamado precipitadamente a la defensa de su propio país. El duque de Alba entró en Roma sin oposición; allí encontró al Papa que, destrozado y rendido, suplicaba la paz. Se le concedió a cambio de que Paulo IV se comprometiera a no fomentar ni hacer la guerra al monarca español y a no fortificar nuevas plazas de los Estados Pontificios. 
Después de esto, el papa se apartó de los asuntos políticos y desistió de continuar anteriores acciones bélicas. Y más cuando, el 3 de abril de 1559, se firmó la paz de Cateau-Cambrésis entre Felipe II de España, Enrique II de Francia e Isabel I de Inglaterra, que, entre otras decisiones, daba por concluidas las guerras en la península itálica entre españoles y franceses.
No obstante, tanto el retirado emperador Carlos V, como su hijo Felipe II, fueron objeto de sendos anatemas papales de excomunión.

### Relaciones con Inglaterra e Irlanda
La creación del Reino de Irlanda en 1542 en tiempos de Enrique VIII, no fue reconocida por la Europa católica. Pero en 1555, María Tudor, la última reina católica de Inglaterra, obtuvo una bula papal que confirmaba que ella y su esposo eran los monarcas de Irlanda . De este modo la Iglesia aceptó el lazo de unión entre los reinos de Inglaterra e Irlanda.
María I, hija de Catalina de Aragón, se preocupó de los asuntos relacionados con la Iglesia católica. Siempre se opuso a la ruptura con Roma que emprendió su padre, Enrique VIII, y al establecimiento del protestantismo por parte de su medio hermano Eduardo VI de Inglaterra. La reina restauró la obediencia de Inglaterra al papado. El hijo de su institutriz, Margarita Pole, condesa de Salisbury (ejecutada por Enrique VIII), el cardenal Reginald Pole, fue el último Arzobispo Primado Católico de Inglaterra (1557-1558) y sucedió al ejecutado Thomas Cranmer.

### Relaciones con el Sacro Imperio Romano Germánico
En el inicio de su pontificado el emperador Carlos V de Alemania firma la llamada Paz de Augsburgo poniendo fin a la guerra que disputaban católicos y protestantes.
Carlos V había abdicado de sus territorios. Su hijo Felipe II fue rey de España y su hermano Fernando I del Sacro Imperio Romano Germánico fue ratificado definitivamente como emperador electo el 12 de marzo de 1558, y coronado dos días después en Fráncfort, meses antes de fallecer su hermano. 
El papa consideró invalida la elección y coronación de Fernando por haber tenido parte en ella los príncipes protestantes y no haberse pedido la confirmación de la elección a la Santa Sede.

## Fallecimiento
El papa Carafa murió el 18 de agosto de 1559. Sus restos fueron colocados en la basílica de san Pedro y trasladados posteriormente a la basílica de Santa Maria sopra Minerva.
El haber desarrollado excepcionalmente la Inquisición romana, le atrajo la animadversión de los ciudadanos de Roma. Los mismos que habían celebrado su nombramiento pontificio con la erección en su honor de una estatua suya en la Colina Capitolina, un lugar eminente de la ciudad, la derribaron y mutilaron al día siguiente de su muerte y, no conformes con este simbólico acto de repudio, incendiaron el palacio de la Inquisición, saquearon el convento de los dominicos y pusieron en libertad a los reos inquisitoriales.

## En la cultura popular
| Año  | Película  | Director      | Personaje    |
| ---- | --------- | ------------- | ------------ |
| 1998 | Elizabeth | Shekhar Kapur | John Gielgud |

El papa Paulo IV también aparece en la novela corta La duquesa de Paliano, de Stendhal, parte de sus Crónicas italianas.
La profecía de San Malaquías refiere para este papa el apelativo de «De fide Petri» (De la fe de Pedro), calificativo que haría referencia tanto a su nombre (Pedro) como a su apellido (Carafa, que significa fe).

## Condecoraciones
Gran Maestro de la Suprema Orden de Cristo.